# MusiQ
『musiQ』（ムジーク）は、日本のロックバンド、ORANGE RANGEの2枚目のオリジナルアルバム。2004年12月にSony Music Records(gr8! Records)よりリリースされた。

## 解説
- オリコン2005年年間アルバムチャート1位を獲得し、またダブルミリオンも達成しORANGE RANGE史上最高売り上げ枚数を記録。最終的には250万枚以上を超える売り上げを記録。男性アーティストのオリジナル・アルバムの250万枚突破はMr.Children、B'z、河村隆一、MONGOL800に続き史上5組目となった[1]。歴代アルバムセールスランキング33位。
- 収録されているシングル曲は全てオリコン1位を獲得している。
- 2001年以降にデビューしたアーティストでシングル、アルバムを通して初めて2ミリオンを達成した。
- タイトルは、「音楽だったら当たり障りないな」という理由で決めたとHIROKIは語っている。
- 収録曲「以心電信」「HUB☆STAR」は、2006年に公開された映画『チェケラッチョ!!』の挿入歌として使用された。
- 本作から各楽曲に多くの参加ミュージシャンを起用する様になった。

## 受賞
- 第19回日本ゴールドディスク大賞 ロック&ポップ・アルバム・オブ・ザ・イヤー
- 第5回MTV Video Music Awards Japan 2005 Best Album of the Year

## 収録曲
| 全作詞・作曲: ORANGE RANGE（特記以外）、全編曲: ORANGE RANGE。 |                                                                             |                          |                          |      |
| #                                                              | タイトル                                                                    | 作詞                     | 作曲・編曲               | 時間 |
| 1.                                                             | 「KA･RI･SU･MA」(inst.)                                                      | ORANGE RANGE（特記以外） | ORANGE RANGE（特記以外） | 0:47 |
| 2.                                                             | 「チェスト」                                                                | ORANGE RANGE（特記以外） | ORANGE RANGE（特記以外） | 2:13 |
| 3.                                                             | 「ロコローション」(日本語詞：ORANGE RANGE、作曲：Gerry Goffin・Carole King) | ORANGE RANGE（特記以外） | ORANGE RANGE（特記以外） | 3:16 |
| 4.                                                             | 「以心電信」                                                                | ORANGE RANGE（特記以外） | ORANGE RANGE（特記以外） | 3:46 |
| 5.                                                             | 「ZUNG ZUNG FUNKY MUSIC」                                                   | ORANGE RANGE（特記以外） | ORANGE RANGE（特記以外） | 3:50 |
| 6.                                                             | 「パディ ボン マヘ」(inst.)                                                 | ORANGE RANGE（特記以外） | ORANGE RANGE（特記以外） | 2:11 |
| 7.                                                             | 「シティボーイ」                                                            | ORANGE RANGE（特記以外） | ORANGE RANGE（特記以外） | 4:25 |
| 8.                                                             | 「謝謝」                                                                    | ORANGE RANGE（特記以外） | ORANGE RANGE（特記以外） | 4:00 |
| 9.                                                             | 「男子ing session」                                                         | ORANGE RANGE（特記以外） | ORANGE RANGE（特記以外） | 3:12 |
| 10.                                                            | 「Beat Ball」                                                               | ORANGE RANGE（特記以外） | ORANGE RANGE（特記以外） | 3:29 |
| 11.                                                            | 「ミチシルベ ～a road home～」                                              | ORANGE RANGE（特記以外） | ORANGE RANGE（特記以外） | 5:17 |
| 12.                                                            | 「花」                                                                      | ORANGE RANGE（特記以外） | ORANGE RANGE（特記以外） | 4:13 |
| 13.                                                            | 「FULL THROTTLE」                                                           | ORANGE RANGE（特記以外） | ORANGE RANGE（特記以外） | 2:14 |
| 14.                                                            | 「祭男爵」                                                                  | ORANGE RANGE（特記以外） | ORANGE RANGE（特記以外） | 3:32 |
| 15.                                                            | 「papa」                                                                    | ORANGE RANGE（特記以外） | ORANGE RANGE（特記以外） | 4:16 |
| 16.                                                            | 「HUB☆STAR」                                                                | ORANGE RANGE（特記以外） | ORANGE RANGE（特記以外） | 2:51 |
| 17.                                                            | 「Oh! Yeah」                                                                | ORANGE RANGE（特記以外） | ORANGE RANGE（特記以外） | 4:12 |
| 18.                                                            | 「SP Thanx」                                                                | ORANGE RANGE（特記以外） | ORANGE RANGE（特記以外） | 4:50 |
| 19.                                                            | 「ジパング2ジパング」(inst.)                                                | ORANGE RANGE（特記以外） | ORANGE RANGE（特記以外） | 3:24 |
| 合計時間:                                                      | 合計時間:                                                                   | 65:58                    |                          |      |

### 楽曲解説
1. KA･RI･SU･MA
インスト曲だが、YAMATOが「沖縄」と叫んでいるものを加工している。また、曲の長さが47秒とORANGE RANGEの曲の中で最も短いものである。
「HIROKIのソロ曲（「チェスト」のカップリング「修二君」）があるならYAMATOのソロ曲もあってもいいんじゃないか｣とのことで製作された。
2. チェスト
  - 7thシングル
3. ロコローション
  - 6thシングル
4. 以心電信
アルバム曲だが、タイアップがついたこともあり、カラオケや着うたなどで上位に入るほどの有名な曲となった。
詳しくは、該当の項目を参照。
5. ZUNG ZUNG FUNKY MUSIC
  - 5thシングル「ミチシルベ〜a road home〜」カップリング
6. パディ ボン マヘ
インスト曲。民族的なイメージで、獣のような声はすべてメンバーの声でつくったもの。
7. シティボーイ
LIVE musiQではMC陣がコスプレをして演奏した。
8. 謝謝
ジャズ調な曲。
“謝謝”（読み：しぇいしぇい、中国語で“ありがとう”の意味）というタイトルになった理由を、NAOTOは「曲の雰囲気が“謝謝”と言っている感じだから」と語っている。
9. 男子ing session
曲の最後に、レコードで再生している時の無音部分で流れるノイズのような音が流れて、次曲に繋がるように作られている。裏ベストアルバム『裏 SHOPPING』にはそのノイズがカットされたものが収録されている。
10. Beat Ball
NAOTOは「このアルバムの中で一番やりたいことをやった」と語っている。ただ、KATCHANは「テンポが難しくて、この曲苦手かも…」と嘆いていた。
ORANGE RANGE LIVE TOUR 010-011 ～orcd～の公演でBeat Ballを披露した際は、ボーカル3人がステージ上で煙草をふかしながら歌っていた。
11. ミチシルベ〜a road home〜
  - 5thシングル
12. 花
  - 8thシングル
13. FULLTHROTTLE
このアルバムに収録されている新曲で唯一、YOHが原曲を作曲している。
14. 祭男爵
YOHが作ったリフにNAOTOが食いついて製作された曲。
曲中に出てくる「ヤーサイ」というのは、沖縄の方言で「お腹が空いた」という意味である。
15. papa
スタッフの家庭をネタにした曲。本人たちは「意味不明な曲」と語っている。
2005年の夏フェスではほぼすべての会場で歌われた。
16. HUB☆STAR
タイトルは、メンバーの所属する野球チームの名称。
アルバムのタイトルになりそうだったが、YOHに反対されてしまった。
17. Oh! Yeah
青春をテーマにした曲。
YAMATOに作詞を任せたところ、ストーカー的になってしまったとの事。
18. SP Thanx
ファンの為に作られた曲。
ギターは一切使われていないが、ライブではギター追加バージョンを披露した。
19. ジパング2ジパング
インスト曲。

## 参加ミュージシャン
- YAMATO：hub-vox
- HIROKI：mid-vox
- RYO：low-vox
- NAOTO：Programing other instruments、ハブギター
- YOH：bass
- KATCHAN：drums

- 弦一徹ストリングス：ストリングス(M-18)
- クラッシャー木村ストリングス：ストリングス(M-12)
- 吉俣良：ピアノ、キーボード、ティンパニ、ストリングスアレンジ(M-12)
- 多田暁：トランペット(M-9)
- 平田直樹：トランペット、ホーンアレンジ(M-9)
- ロベルト小山：サクソフォーン(M-9)
- 小泉邦男：トロンボーン(M-9)
- 竹上良成：サクソフォーン(M-8)
- 斎藤迅：ヘピニキ、ムックリ(M-6)
- たぁちぃ（太陽風オーケストラ）：琉球太鼓(M-14)
- 曇天サヤカ：コーラス(M-16,18)
- MARSH少年少女合唱団：コーラス(M-18)
- フレーベル少年合唱団：コーラス(M-18)
- 前嶋康明：ストリングスアレンジ(M-18)